# Strzelinko
Strzelinko (kaszb. Strzelynkò lub Môłé Strzelëno, niem. Klein Strellin) – wieś w Polsce położona w województwie pomorskim, w powiecie słupskim, w gminie Redzikowo. Leży przy trasie linii kolejowej Piła Główna - Ustka, z przystankiem Strzelinko.

## Nazwa
Nazwa jest tzw. chrztem nazewniczym i ma charakter pseudotopograficzny-relacyjny. Powstała przez dodanie do nazwy miejscowej Strzelino formantu zdrabniającego -k.
Friedrich Lorentz odnotował formę nazwy w lokalnych gwarach słowińskich: Mǻu̯lė Střìe̯länɵ wraz z nazwami mieszkańców – zarówno z pominiętym formantem -ɵv-: 'Střìe̯lȯu̯n, Střìe̯lȯu̯nkă „strzelinianin, strzelinianka”, jak i w postaci pełnej: Střìe̯läńȯu̯n, Střìe̯läńȯu̯nkă „ts.”. Niemiecka nazwa Klein Strellin jest adaptacją pierwotnej nazwy słowiańskiej z wyróżnikiem klein „mały”, odróżniającym od sąsiedniej miejscowości Groß Strellin „Strzelino”.
Rada Języka Kaszubskiego proponuje kaszubską formę nazwy Strzelënkò.

## Historia
W 1925 r. W Strzelinku było 26 budynków mieszkalnych, a w 1939 r. były już 32 gospodarstwa, 46 budynków mieszkalnych i 247 mieszkańców w 64 gospodarstwach domowych.
8 marca 1945 r., pod koniec II wojny światowej, Strzelinko zostało zajęte przez Armię Czerwoną. Po wojnie wraz z całym Pomorzem przeszło pod administrację polską. Latem 1945 r. pierwsi Polacy zostali przesiedleni do wsi, a w sierpniu 1945 r. utworzono polski urząd administracyjny. Wszyscy niemieccy mieszkańcy zostali wywłaszczeni i deportowani na zachód.
| SIMC    | Nazwa    | Rodzaj    |
| ------- | -------- | --------- |
| 0750876 | Zamełowo | część wsi |

W latach 1975–1998 miejscowość administracyjnie należała do województwa słupskiego.
Jesienią 2019 r. jeden z mieszkańców odnalazł w rejonie wsi około 200 arabskich srebrnych i posrebrzanych monet (dirhemów) z VIII i IX w. oraz dwie pochodzące z VII-wiecznej Persji.

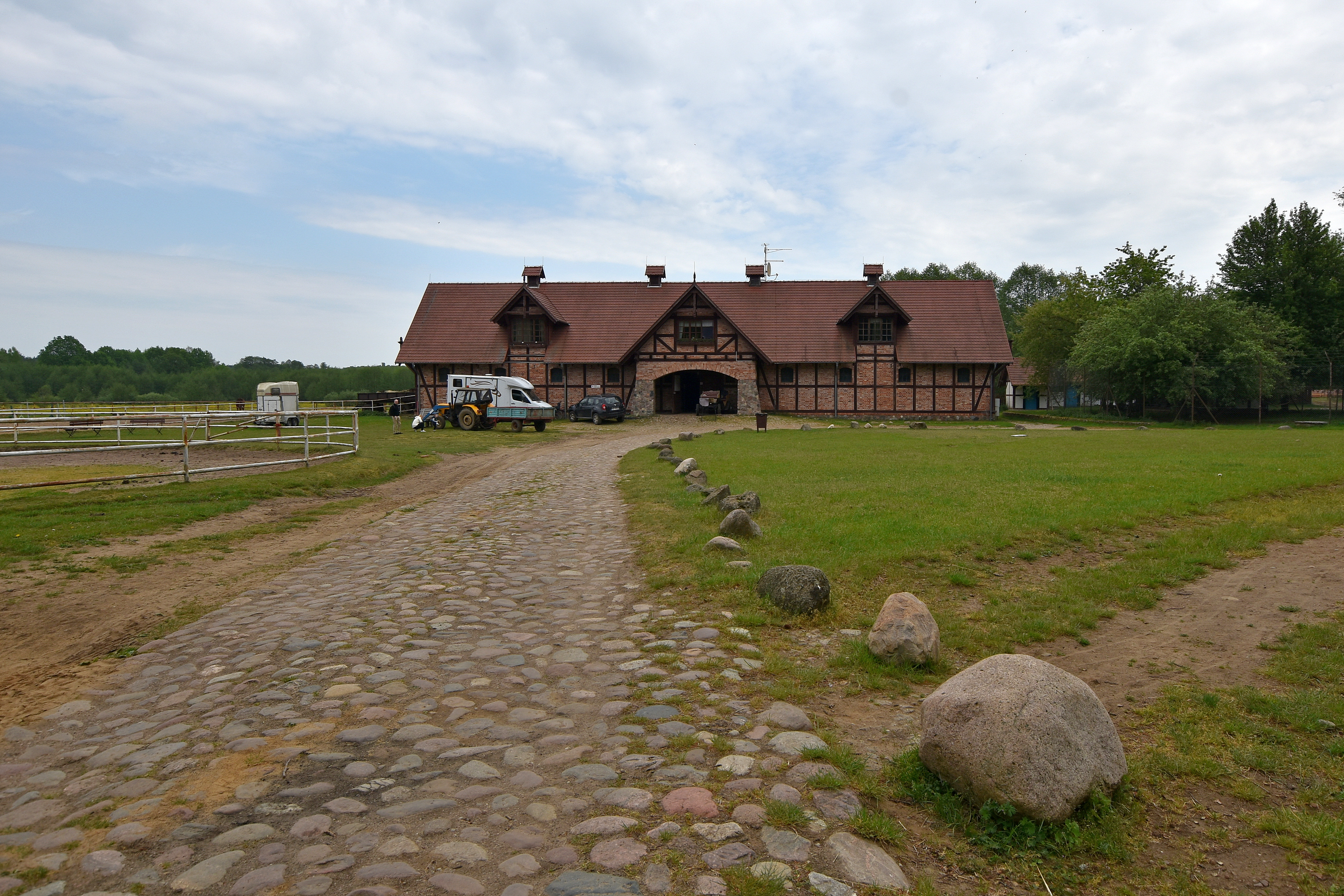
Dolina Charlotty
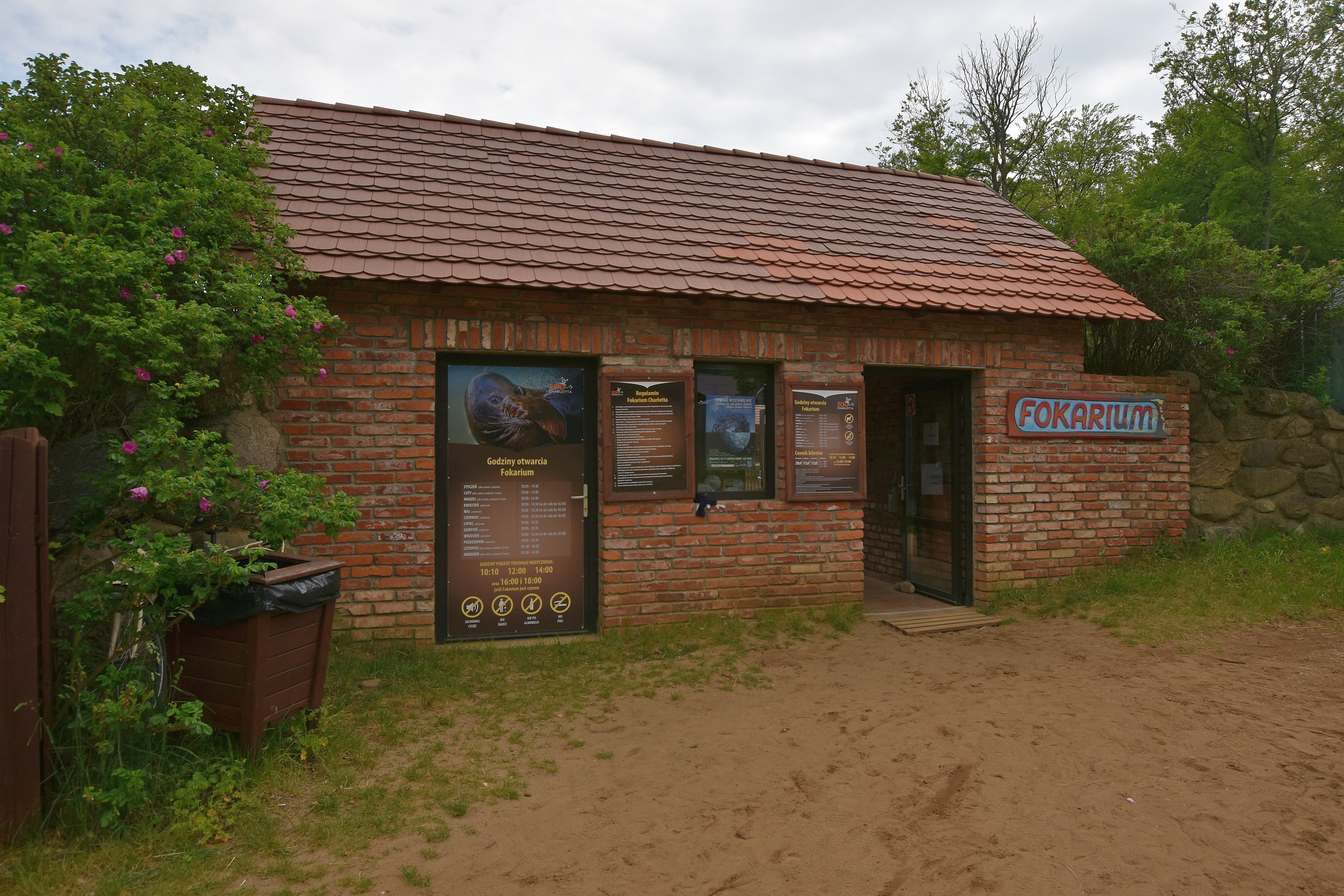
Dolina Charlotty
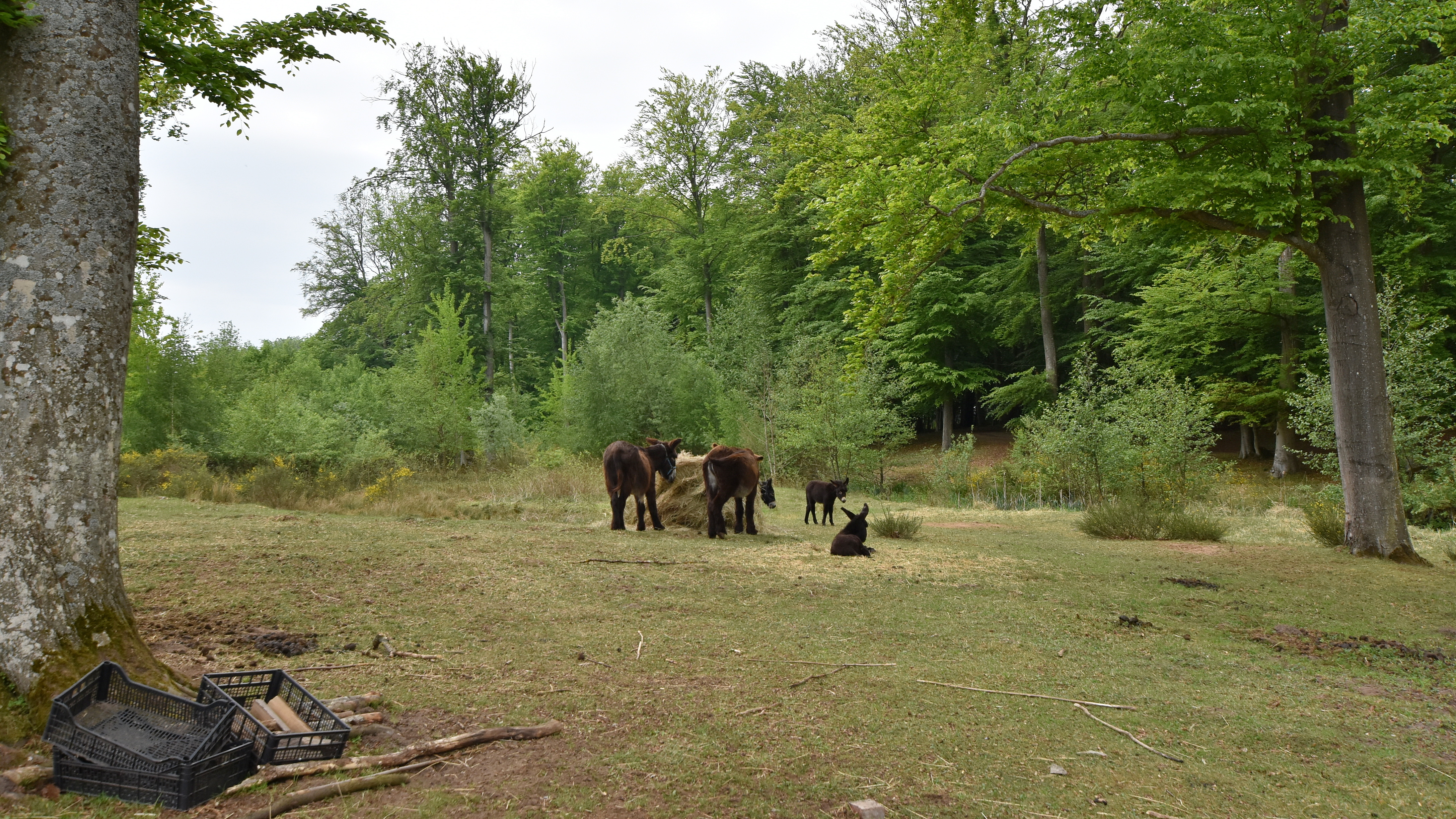
Dolina Charlotty